# Aya (Miyazaki)
Aya (綾町 Aya-chō?) es un pueblo japonés localizado en el distrito de Higashimorokata, en la Prefectura de Miyazaki, en la isla de Kyūshū, Japón.

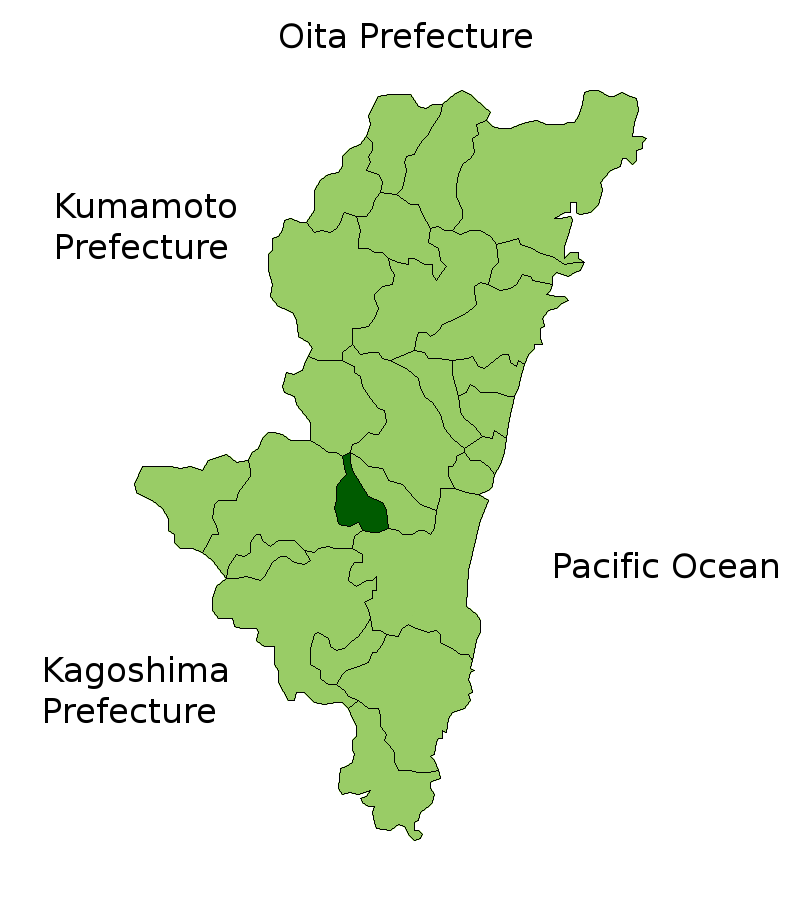

En el año 2003, el pueblo contaba con una población estimada de 7,604 habitantes y una densidad de población de 79.87 personas por km². El área total del pueblo es 95.21 km².
El pueblo de Aya se caracteriza por tener algunas de las medidas más estrictas de reciclaje en Japón. Entre los sitios turísticos más visitados destaca el Castillo Aya.

## Economía
Aya cuenta con una industria vinícola importante. Es una de las zonas más importantes para la producción de vino en Japón. La mayoría de la población de Aya trabaja en la industria vinícola.

## Fiestas y celebraciones importantes
Algunos de los festivales y eventos importantes en el pueblo son:
- El festival de flor de cerezo (Sakuraokosi), celebrado en marzo.
- Carreras de caballos, en noviembre.
- El festival de Aya, también en noviembre.